# Peter Ablinger
Peter Ablinger (ur. 15 marca 1959 w Schwanenstadt, zm. 17 kwietnia 2025 w Berlinie) – austriacki kompozytor i dyrygent.
W latach 1974–1976 studiował projektowanie graficzne w Linzu. Zafascynowany free jazzem, w latach 1977–1979 studiował fortepian jazzowy w Hochschule für Musik und darstellende Kunst w Grazu. W latach 1979–82 pobierał prywatne lekcje kompozycji u Gösty Neuwirtha w Grazu i u Romana Haubenstocka-Ramatiego w Hochschule für Musik und Darstellende Kunst w Wiedniu.
W 1982 roku zamieszkał w Berlinie. W latach 1982-1990 uczył w Kreuzberg Musikschule. W 1988 założył Ensemble Zwischentöne. Był inicjatorem i organizatorem wielu festiwali, m.in. Zeit Geben I–III, Klangwerkstatt, Insel Musik, Musik für Orte 1-3. Dyrygował zespołami Klangforum Wien, United Berlin i Insel Musik Ensemble.
W 1993 wykładał gościnnie na Uniwersytecie Muzycznym w Grazu. W latach 2013–17 był wykładowcą Uniwersytetu w Huddersfield.

## Twórczość
Peter Ablinger komponował muzykę kameralną, elektroakustyczną, tworzył instalacje dźwiękowe.
Jego utwory wykonywano m.in. na Berliner Festwochen, Wiener Festwochen, Warszawskiej Jesieni, festiwalach w Darmstadcie, Donaueschingen, Stambule, Los Angeles, Oslo, Buenos Aires, Hongkongu, Londynie, Nowym Jorku.
Instalacje Ablingera prezentowano m.in. w Offenes Kulturhaus Linz, Diözesanmuseum Köln, Kunsthalle Wien, Neue Galerie der Stadt Graz, Kunsthaus Graz, Akademie der Künste Berlin, Haus am Waldsee Berlin, Santa Monica Museum of the Arts.

### Wybrane utwory

#### Cykle utworów[3]:
- Weiss/Weisslich na rozmaite media: instrumenty, instalacje, przedmioty, media elektroakustyczne, proza, muzyka bez dźwięków (1980–99),
- Stücke 1989–94, utwory dla od jednego do dwudziestu pięciu instrumentalistów oraz na siedem głosów (1989–94),
- Sehen und Hören, fotografie, projekcje (od 1995), IEAQV na instrumenty i media elektroakustyczne, utwory powiązane z konkretnymi miejscami (od 1994),
- Instrumente und Rauschen na instrumenty i szmery z CD (od 1994),
- Quadraturen na media elektroakustyczne, zespoły i orkiestry (od 1994),
- Das Buch der Gesänge, fotografie akustyczne (od 1997),
- Voices and Piano na fortepian i CD (od 1998),
- Klänge auf Papier, przedmioty ułożone na papierze (od 1999),
- Opera/Werke, opery, instalacje, koncerty oraz inne formy artystyczne (od 2000),
- Orte, instalacje (od 2001),
- Instrumente & na instrumenty i inne źródła dźwięku (od 2006),
- Augmented Studies (od 1983).

#### Inne utwory[3]:
- 10 kleine Stücke na sześć głosów (1995, 2002),
- Übersetzungen 1-8, guma i tektura (1997),
- Grundierungen 1-6 na organy (1997),
- Hotel Deutsches Haus na flet basowy, rożek angielski, klarnet i CD (2000–01),
- 1-127 na gitarę elektryczną i CD (2002),
- Altar na głośniki, mikrofony, słuchawki, elektronikę, wiolonczelę i orkiestrę (2002–03),
- Akt/Rückenansicht na aktorów i CD (2003),
- 3 Easy Pieces, instalacja (2003–04),
- 6 Linien na fortepian (2004),
- From Inside Out na okno wystawowe, mikrofon i głośnik (2004/06),
- Ohne Titel 1-10 na dowolne instrumenty (2005),
- 11 Intermezzi aus Opera/Werke, „Das Orchester” na orkiestrę i CD (2005),
- Kleine „Publikum” Suite na zespół, klawiatury sterowane komputerowo i CD (2005),
- „Tanz” aus Das Publikum/ Stadtoper Graz na dwa fortepiany, dziewięć instrumentów i CD (2005),
- Gehörgang, spacer w labiryncie (2007),
- Fallstudie, kino dla jednej osoby (2004–08),
- Weisse Wäsche, bielizna i ręczniki (2003–08),
- Amtsee bei Regen na trzy do ośmiu głosów lub instrumentów (2008),
- A + O na harfę i CD (2005/09),
- Selbstportrait mit Mittersill – eine Skizze in 3 Sätzen na dzieci, młodzież, performera, CD i przedmioty (2009),
- Kanon na sześć wiolonczel lub wiolonczelę i pięć urządzeń delay (2017),
- 1111 Vögel, radiowa rzeźba dźwiękowa (2017–18),
- Outside & na instrumenty i mikrofony (2015/18),
- Not Available na klarnet i taśmę (2016/18),
- Kanon 22.12.2018 na dziewięć identycznych instrumentów (2018),
- 4 Weiss na wielką orkiestrę smyczkową i szumy białe (2018–19),
- Vokalschleuse na pięć par głośników (2018–19),
- Public Litanies, procesja na przewodniczkę chóru i publiczność (2018–19),
- Doo-Doo-Dooh na głos, pięć instrumentów, dźwięki zarejestrowane i przedmioty (2019),
- Etablissement Gschwandtner na orkiestrę dziecięcą i trzy megafony (2019),
- „A.W.-Memorial” na klarnet i radio (2019),
- Ohne Titel na skrzypce, klarnet basowy i fortepian (2019),
- Es summt der See na dźwięki jeziora Summt, trzy grupy orkiestrowe i trzech megafonistów (2019),
- Decisions 3/ Kocham wolność for Roman Haubenstock-Ramati, plik dźwiękowy do odtworzenia przez megafon (2019),
- Concerto na fagot, zespół i dwóch muzykologów (2016/20),
- Corona Suite, pieces to entertain myself (2020),
- Corona Blog (2020),
- Verdopplung 4.01/4.02/4.03, nagranie terenowe (2020).